# Cerastium moesiacum
Cerastium moesiacum là loài thực vật có hoa thuộc họ Cẩm chướng. Loài này được Friv. mô tả khoa học đầu tiên năm 1836.